# Grupul Inuit

Animație a grupul Inuit de sateliți ai lui Saturn
Kiviuq·
Ijiraq·
Paaliaq·
Siarnaq·
Tarqeq

Sateliții neregulați ai lui Saturn. Diagrama ilustrează grupul Inuit în relație cu alți sateliți neregulați ai lui Saturn. Excentricitatea orbitelor este reprezentată de segmentele galbene (se extind de la pericentru la apocentru) cu înclinația reprezentată pe axa Y.

Grupul Inuit este o grupare dinamică a sateliților neregulați prograzi ai lui Saturn care urmează orbite similare. Semiaxele lor mari variază între 11 și 18 Gm, înclinațiile lor între 40° și 50° și excentricitățile lor între 0,15 și 0,48. Le ia aproximativ 2 ani pentru a îl orbita pe Saturn.
Uniunea Astronomică Internațională (IAU) folosește nume preluate din mitologia inuită pentru acești sateliți.
Grupul a părut destul de omogen în observațiile timpurii, sateliții afișând o culoare roșu deschisă (indici de culoare B−V = 0,79 și V−R = 0,51, similar cu cel al grupului Galic) și spectre infraroșu similare. Observațiile recente, totuși, au arătat că Ijiraq este distinctiv mai roșu decât Paaliaq, Siarnaq și Kiviuq. În plus, spre deosebire de ceilalți trei, spectrul lui Ijiraq nu prezintă o absorbție slabă aproape de 0,7 μm. Această caracteristică este atribuită unei posibile hidratări cu apă.
Omogenitatea spectrală (cu excepția lui Ijiraq) este în concordanță cu o origine comună în destrămarea unui singur obiect, dar dispersia parametrilor orbitali necesită explicații suplimentare. Rezonanțe seculare raportate recent între membri ar putea oferi explicația dispersiei post-coliziune.

## Nume
Membrii cunoscuți ai grupului sunt (în ordinea creșterii distanței față de Saturn):
- S/2019 S 1
- Kiviuq
- Ijirak
- Paaliaq
- Saturn LX
- S/2004 S 31
- Tarqeq
- Siarnaq